# Hüseyin Atalay
Hüseyin Atalay (* 27. Oktober 1991 in Antalya) ist ein türkischer Fußballspieler.

## Karriere

### Verein
Atalay spielte während seiner Jugend für Antalyaspor. In der Saison 2007/08 unterschrieb er dort seinen ersten Profivertrag. Seitdem kam er bislang zu fünf Einsätzen in der Süper Lig. Sein Debüt gab er am 13. März 2011 gegen Gençlerbirliği Ankara.
Um ihm ständige Spielpraxis in der Profiliga zu ermöglichen, wurde er für die Saison 2012/13 an den türkischen Zweitligisten Denizlispor ausgeliehen. Im Sommer 2013 wurde erst verkündet, dass der Leihvertrag Atalays um ein weiteres Jahr verlängert werden sollte. Diese Vertragsverlängerung kam aber durch spätere Differenzen zwischen beiden Vereinen nicht zustande. Für die Spielzeit 2013/14 wurde dann Atalay an Karşıyaka SK ausgeliehen. Am Saisonende kehrte er zu Antalyaspor zurück.
Nach nur zwei Einsätzen in der Hinrunde der Saison 2014/15 wurde Atalay erneut an Denizlispor ausgeliehen.
Im Sommer 2015 wechselte er zum Drittligisten  Fethiyespor.

### Nationalmannschaft
Hüseyin Atalay spielte jeweils für die türkische U-15, U-16 und U-19-Nationalmannschaften.